# Thuận pháo

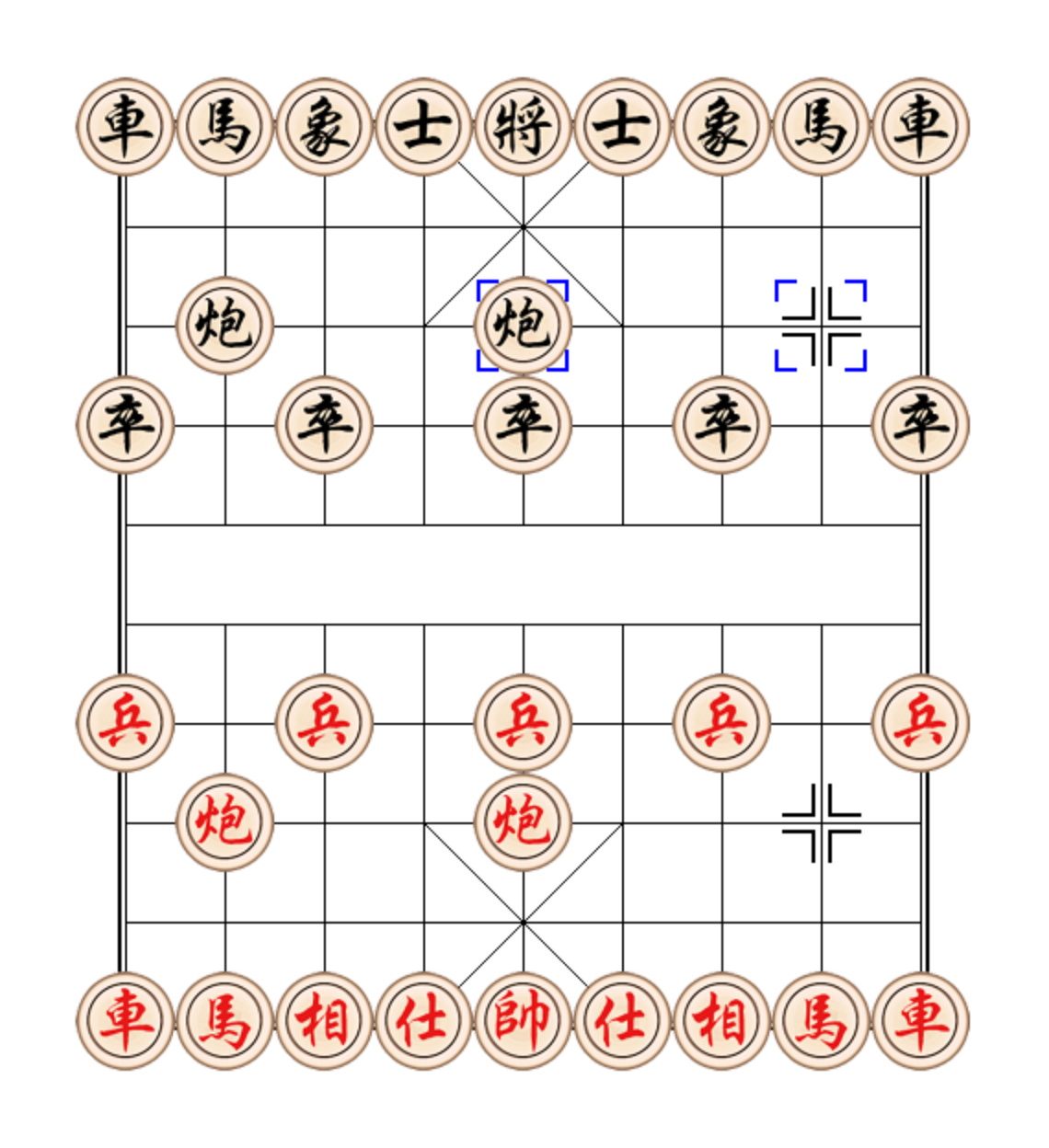

Thuận pháo (Trung quốc gọi là 順手炮), là một thế trận khai cuộc trong cờ tướng, khi bên đi tiên (đi trước) vào pháo đầu, và bên đi hậu (đi sau) cũng vào pháo đầu cùng cánh với bên đi tiên nên được gọi là thuận pháo.

## Giới thiệu
Đa số những người sử dụng khai cuộc này thường có tinh thần cầu thắng mãnh liệt vì nó có tính chất đối công rất mạnh mẽ và thường chỉ thắng hoặc thua chứ ít khi hòa, thế trận khai cuộc này còn có thể dụ đối phương ăn tốt đầu để đối phương vi phạm nguyên lý khai cuộc cờ tướng đó là tấn công vội vàng mà không khai triển quân, nhờ đó bên đi hậu có cơ hội liên tục cướp tiên và đưa được các quân vào những vị trí thuận lợi để tấn công ngược trở lại.

## Thể loại thuận pháo
Thuận pháo có ba loại chính là thuận pháo trực xa, thuận pháo hoành xa và thuận pháo chậm ra xa.

### Thuận pháo trực xa

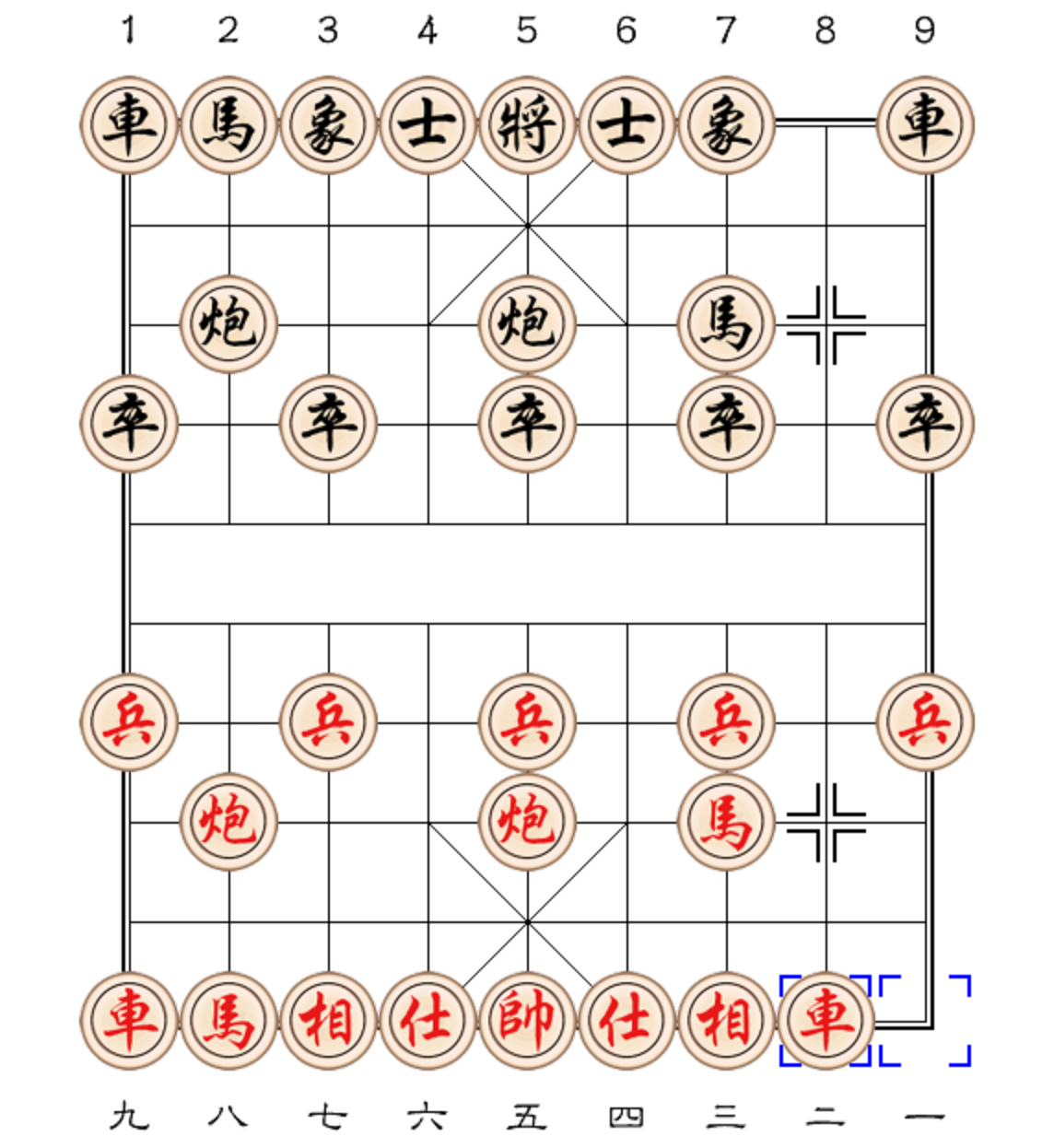
Thuận pháo trực xa

Thuận pháo trực xa, quân xe được di chuyển kiếm soát đường dọc là loại phổ biến nhất trong trận thuận pháo, nếu so sánh với Thuận pháo hoành xa thì Thuận pháo trực xa phần lớn người ta cho rằng nó đưa xe ra trận tấn công tốt hơn là Thuận pháo hoành xa.

#### Biến hóa trong khai cuộc thuận pháo trực xa
Khai cuộc thuận pháo trực xa có rất nhiều biến hóa trong đó có ba dạng căn bản:
- Xe tuần hà (Xe thăm dò loài này phổ biến nhất)
- Quá hà xa, đây là lối chơi cổ có lịch sử từ rất lâu đời đến nay vẫn còn nhiều người sử dụng loại này thường có tính chất đối công rất cao phù hợp với những người có lối đánh công sát
- Xe kỳ hà (Loại này ít người sử dụng).

#### Thuận pháo đổi trực xa

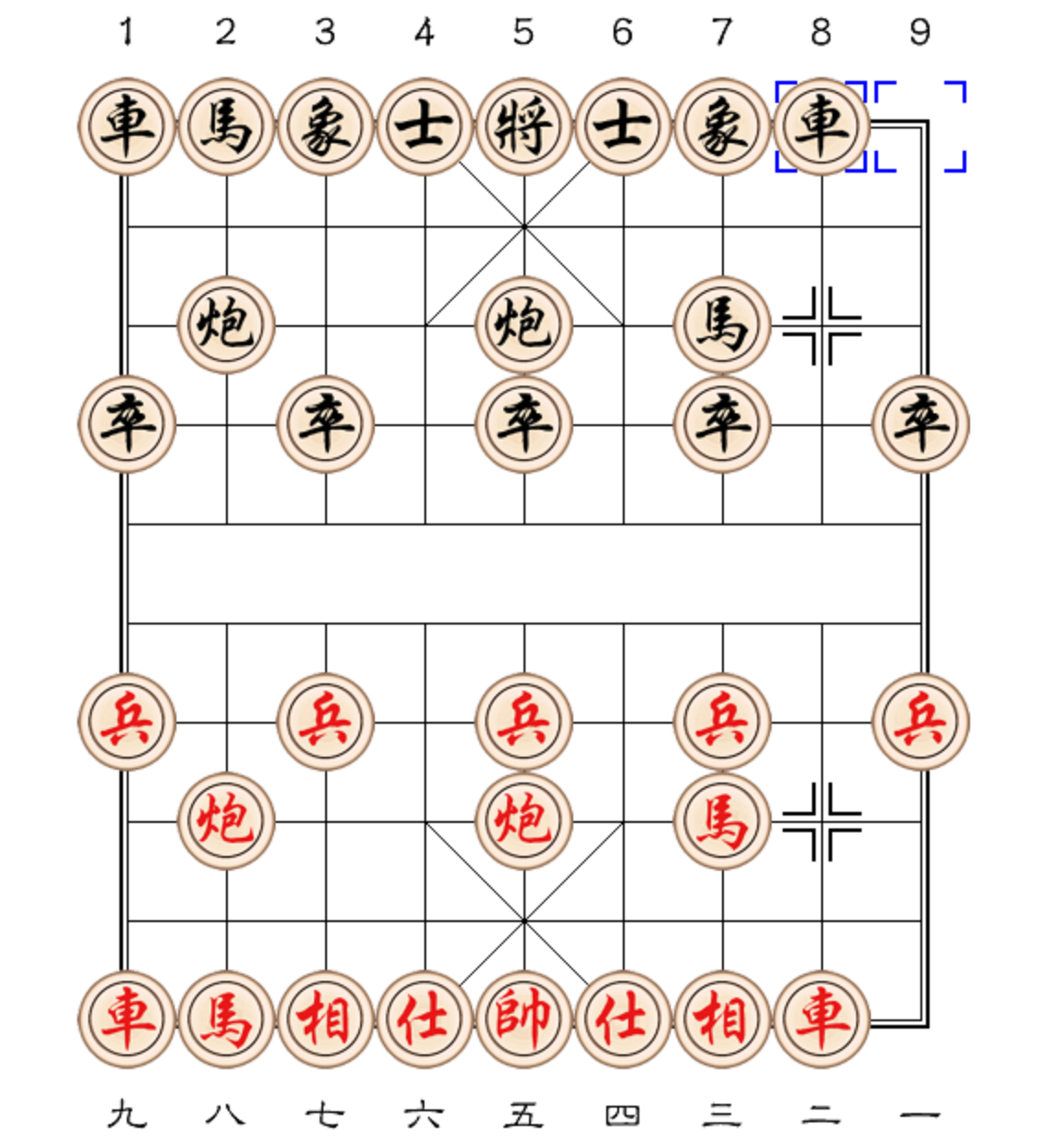
Thuận pháo đổi trực xa

Thuận pháo đổi xe rất hiếm người sử dụng, chiến thuật của nó là nhanh chóng đổi quân để hình thành cờ tàn sớm phù hợp với người sở trường tàn cuộc đối phó với người không sở trường cờ tàn,

### Thuận pháo hoành xa

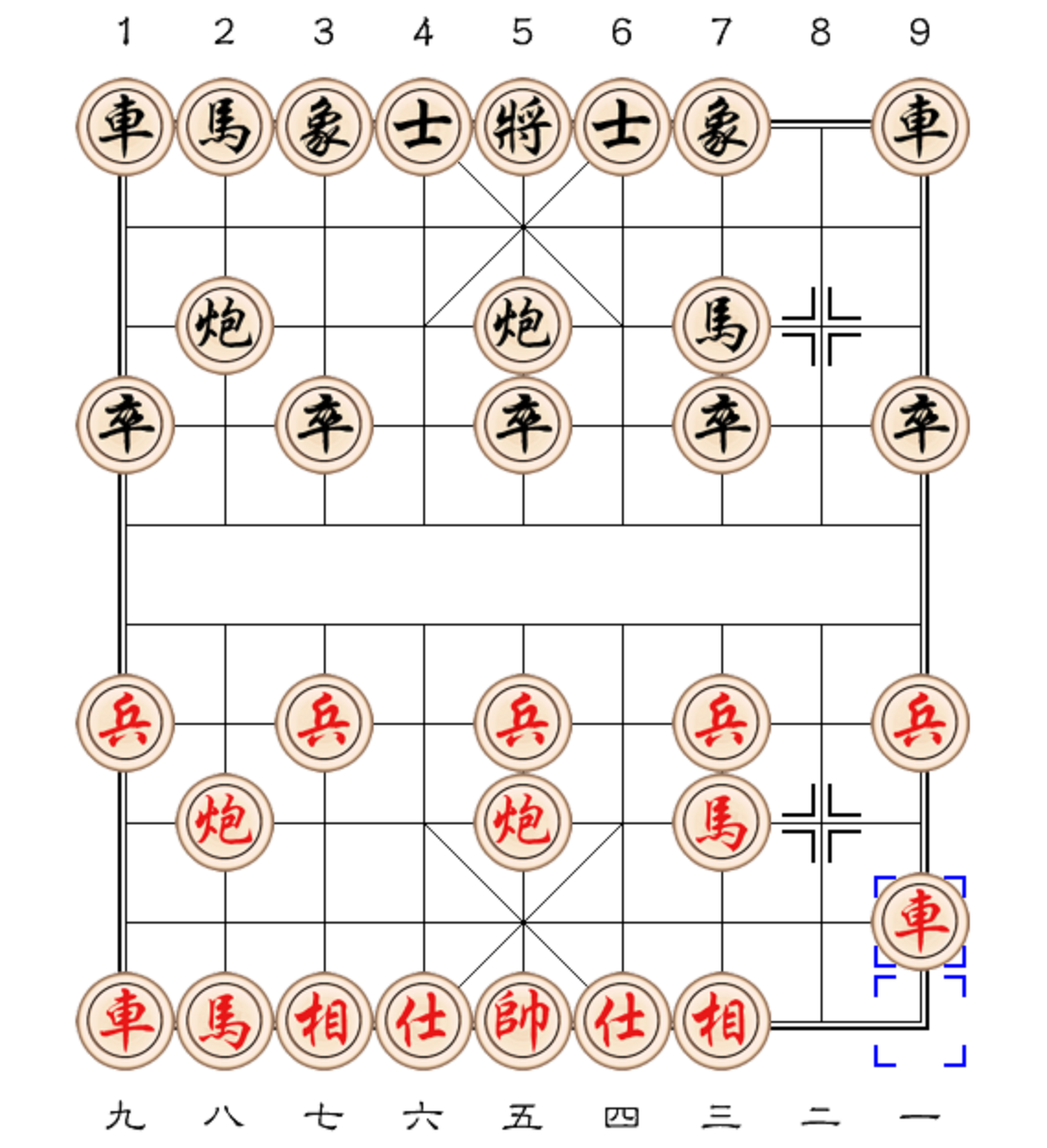
Thuận pháo hoành xa

Thế trận Thuận pháo hoành xa có lịch sử từ thời xa xưa, cho đến tận ngày nay loại thế trận khai cuộc này vẫn được rất nhiều cao thủ cờ tướng yêu thích và sử dụng vì nó vừa mạnh mẽ lại rất nhiều cạm bẫy kín đáo khó phát hiện, Vào năm 1632 một bước ngoặt lớn trong lịch sử cờ tướng khi Chu Tấn Trinh tung ra siêu phẩm là quất trung bí, có nói về thế trận thuận pháo hoành xa rất căn bản Trong tác phẩm để đời của mình Chu Tấn Trinh đã xây dừng hàng loạt các thế đánh hiệu quả cho bên đi tiên, Với nước khai cuộc pháo đầu thì Chu Tấn Trinh đã phá tan mọi hệ thống phòng thủ của bên hậu, Từ khi ra đời thì quất trung bí đã nhanh chóng trở thành cẩm nang số một dành cho người chơi cờ, giới làng cờ lúc có đó cảm giác trận pháo đầu là một trận thế quá mạnh gần như là bách chiến bách thắng.

### Thuận pháo chậm xa

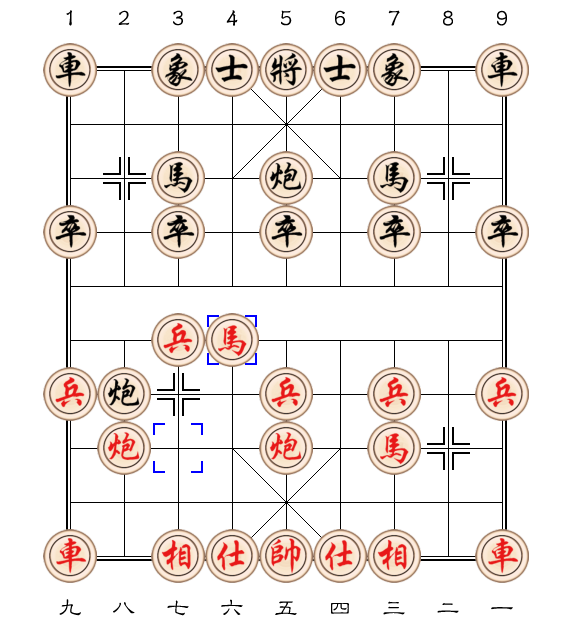
Thuận pháo chậm ra xa

Loại thuận pháo này một trong hai bên không vội vàng ra xe ngay, mà phát triển các quân khác một cách vững chắc khai triển các quân đồng đều cả hai cánh.

#### Thuận pháo chậm xa và giải vô địch của Hồ Vinh Hoa năm 1979
Vào tháng 9 năm 1979, một ván cờ có được xem là thuận pháo tranh vương diễn ra giữa huyền thoại cờ tướng Hồ Vinh Hoa và Phó Quang Minh. Đây là trận quyết chiến để quyết định chức vô địch năm đó. Hồ Vinh Hoa với bất lợi khi đi hậu lại thua Phó Quang Minh một trận thắng nên đối thủ của Phó Quang Minh chỉ cần thủ hòa là có thể thắng Hồ Vinh Hoa. Các giai thoại kể lại rằng dưới áp lực đó, Hồ Vinh Hoa đã mất hơn mười phút mới quyết định được nước đi đầu tiên nhưng sau đó ông đi cờ rất nhanh rồi kết thúc bằng nước sát cuộc. Chiến thắng quan trọng này giúp Hồ Vinh Hoa kéo dài chuỗi lần vô địch lên con số mười trận liên tiếp, từ đó danh xưng"Thập liên bá"được xuất hiện.